# Adolphe Deledda

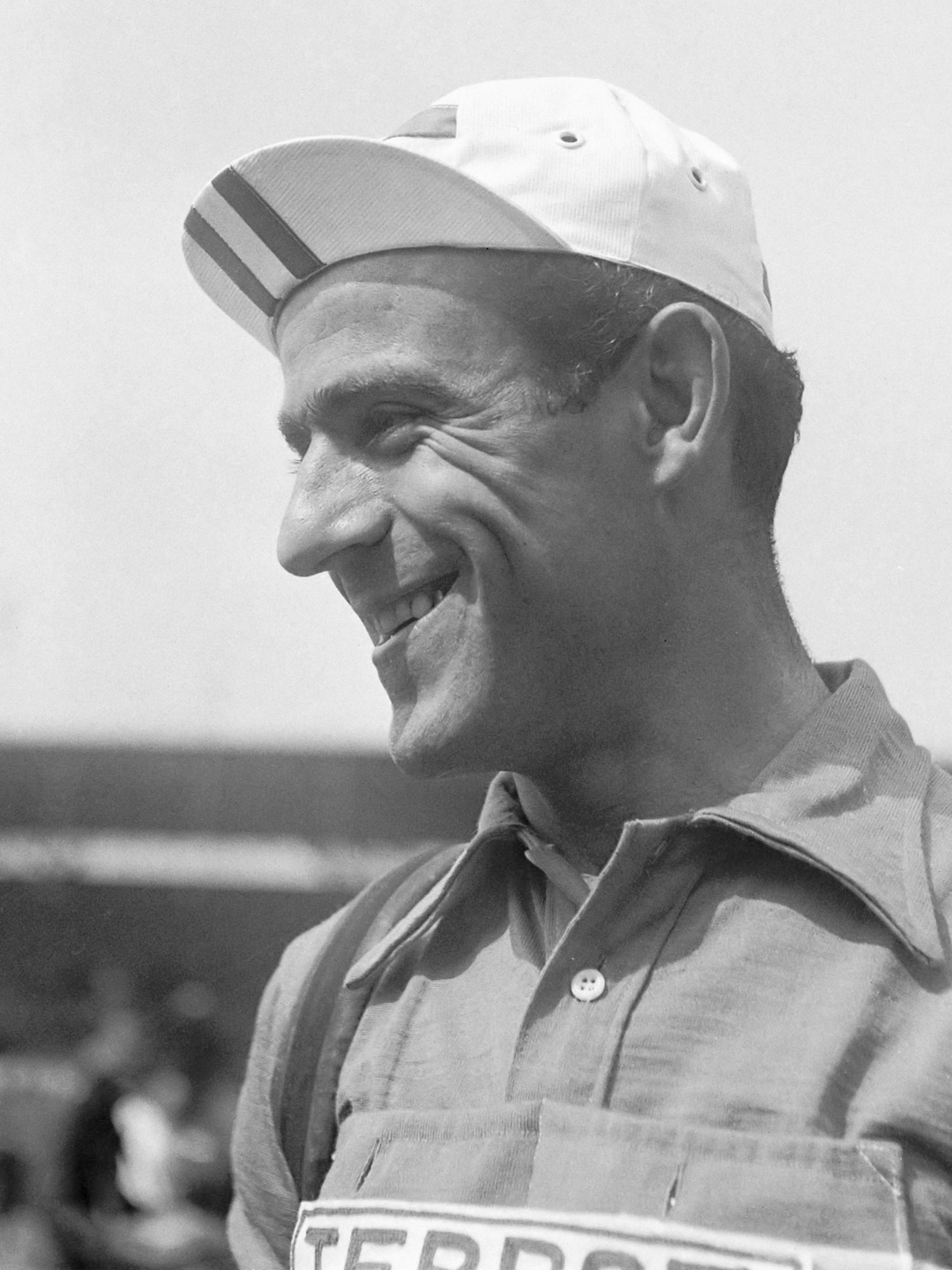
Adolphe Deledda (1954)

Adolphe Deledda (* 28. September 1919 in Villa Minozzo; † 23. Juli 2003 in Cannes) war ein französischer Radrennfahrer und nationaler Meister im Radsport.

## Sportliche Laufbahn
Deledda war Straßenradsportler und in Italien geboren. Seine Familie übersiedelte nach Nizza in Frankreich. Dort begann er 1937 im Verein VC Vallauris mit dem Radsport. Er fuhr zunächst Straßenrennen, die vom FSGT (Fédération Sportive et Gymnique du Travail), dem französischen Arbeitersportbund, veranstaltet wurden. 1937 gewann er die Meisterschaft des FSGT im Straßenrennen. 
1943 wurde er Berufsfahrer und blieb bis 1957 in verschiedenen französischen Radsportteams aktiv. Seine letzte Saison bestritt er für das Team Peugeot. 1950 hatte er einen Gastvertrag mit dem deutschen Team Dürkopp für die Deutschland-Rundfahrt. 1952 siegte er in der nationalen Meisterschaft im Straßenrennen vor Jean Baldassari. 1954 war er einer der Domestiken, die Louison Bobet bei seinem Toursieg unterstützten. 1956 half er Roger Walkowiak bei dessen Tourerfolg.
1943 gewann er unter anderem den Circuit de Drome, die Tour de la Haute-Saône und wurde Zweiter im Circuit du Jura. Beide Etappenrennen konnte er 1946 für sich entscheiden. 1947 gelang ihm ein Etappensieg in der Vuelta a España und erneut der Sieg im Circuit du Jura. 1949 holte er einen Etappensieg in der Tour de France, zwei Etappensiege im Circuit des six provinces und den Gesamtsieg in der Tour de Doubs, die er 1948 auf dem 2. Platz beendet hatte. 1950 gewann er einen Tagesabschnitt der Deutschland-Rundfahrt und wurde Zweiter der Marokko-Rundfahrt. Einen zweiten Etappensieg in der Tour de France holte er 1951. 1953 gewann er eine Etappe der Algerien-Rundfahrt.

## Grand-Tour-Platzierungen
| Grand Tour            | 1947 | 1948 | 1949 | 1950 | 1951 | 1952 | 1953 | 1954 | 1955 | 1956 | 1957 |
| --------------------- | ---- | ---- | ---- | ---- | ---- | ---- | ---- | ---- | ---- | ---- | ---- |
| Vuelta a EspañaVuelta | DNF  | –    | –    | –    | –    | –    |      | –    | –    | –    | 49   |
| Giro d’ItaliaGiro     | –    | –    | –    | –    | –    | –    | –    | –    | –    | –    | –    |
| Tour de FranceTour    | DNF  | DNF  | DNF  | 32   | 24   | 35   | 26   | DNF  | 71   | –    | –    |

## Berufliches
Von 1958 bis 1961 war er Sportlicher Leiter des regionalen Centre-Midi-Team in der Tour de France.